# Przybroda (przystanek kolejowy)
Przybroda – nieczynny przystanek osobowy w Przybrodzie, w województwie wielkopolskim, w Polsce.